# Harvest Moon : Lumière d'espoir
Harvest Moon : Lumière d'espoir (Harvest Moon: Light of Hope) est un jeu vidéo de rôle et de simulation de vie développé par Tabot et édité par Natsume, sorti le 14 novembre 2017 sur Windows, Nintendo Switch, PlayStation 4, iOS et Android.

## Personnage
- Personnages principaux (vous)
- Villageois

| Villageois(es)      | anniversaires | Aime                    | Déteste                        |
| ------------------- | ------------- | ----------------------- | ------------------------------ |
| Elise               | Automne 14    | épices                  | Aliments épicés                |
| Sarah/Salie         | Eté 28        | bonbon (Gâteau)         | Carotte                        |
| Carole              | Hiver 28      | fleurs                  | bois                           |
| Jeanne              | Hiver 07      | coquillage              | Minerais                       |
| Naomi               | Automne 07    | Bois                    | Pâtes                          |
| Mélanie             | Eté 21        | Fourrure                | Pastèque                       |
| Nova                | Printemps 24  | orange                  | Champignon & pousses de bambou |
| Lucy                | Printemps 28  | pamplemousse            | chou                           |
| Sofia               | Eté 14        | nourriture fourrage     | Produits d'origine animale     |
| Denis               | Printemps 21  | Fleur                   | poivrons vert                  |
| Cyril               | Printemps 14  | dalhia jaune            | pierre, bois et Fourrure       |
| Gabriel             | Automne 28    | Plats à base de poisson | pamplemousse                   |
| Gareth              | Hiver 21      | Fluorine                | Poisson                        |
| Edmond              | Hiver 02      | Minerais d'Agathe       | aliment sucré                  |
| Sam                 | Printemps 07  | gemmes                  | plat à base de poisson         |
| Bastien             | Automne 21    | Culture                 | Fourrure                       |
| Gus                 | Eté 07        | Minerais                | Fruit                          |
| Michael             | Printemps 21  | Jus                     | Fleurs                         |
| Doc                 | Hiver 14      | Fleurs                  | citrouille                     |
| Dieu des récoltes   | Eté 01        | ?                       | produit laitier                |
| Déesse des récoltes | Hiver 01      | Confiture de fraises    | Minerais                       |
| Gorgan              | Automne 01    | cosmos rouge soleil     | Jus                            |
| Arthur              | Printemps 18  | chou                    | bois                           |
| Apis                | Printemps 18  | Marguerite              | piment                         |
| Ross                | Printemps 18  | Sandre                  | plat à base de poisson         |
| Ed                  | Printemps 18  | Lait                    | Culture                        |
| Sylva               | Printemps 18  | Pomme                   | Fer                            |
| Terra               | Printemps 18  | Minerais de cristal     | gemme                          |
| Olivier             | Printemps 18  | Baies                   | plat à base d'oeuf             |
| Soleil              | Printemps 21  | coquillage              | Fourrure                       |

## Calendrier
- Printemps

| Jour 1  | Festival du nouvel an                         |
| Jour 5  | Concours de pêche                             |
| Jour 7  | Anniversaire de Sam                           |
| Jour 10 | Festival des fleurs                           |
| Jour 14 | Anniversaire de Cyril                         |
| Jour 18 | Anniversaire des esprits de la récolte        |
| Jour 20 | Festival de cuisine                           |
| Jour 21 | Anniversaire de Michael Anniversaire de Denis |
| Jour 24 | Anniversaire de Nova                          |
| Jour 28 | Anniversaire de Lucy                          |

- Eté

| Jour 1  | Anniversaire du Dieu de la récolte |
| Jour 5  | Concours de pêche                  |
| Jour 7  | Anniversaire de Gus                |
| Jour 14 | Anniversaire de Sofia              |
| Jour 20 | Courses de chiens                  |
| Jour 21 | Anniversaire de Mélanie            |
| Jour 25 | Feux d'artifice                    |
| Jour 28 | Anniversaire de Sally              |

- Automne

| Jour 1  | Anniversaire de Gorgan  |
| Jour 5  | Concours de pêche       |
| Jour 7  | Anniversaire de Naomi   |
| Jour 14 | Anniversaire d'Elise    |
| Jour 15 | Festival Harvest Moon   |
| Jour 20 | Concours de cuisine     |
| Jour 28 | Anniversaire de Gabriel |
| Jour 30 | Festival d'Automne      |

- Hiver

| Jour 1  | Anniversaire de la Déesse de la récolte |
| Jour 2  | Anniversaire d'Edmond                   |
| Jour 5  | Concours de pêche                       |
| Jour 7  | Anniversaire de Jeanne                  |
| Jour 14 | Anniversaire de Doc                     |
| Jour 20 | Courses de chiens                       |
| Jour 21 | Anniversaire de Gareth                  |
| Jour 25 | Festival Nuit Etoilée                   |
| Jour 28 | Anniversaire de Carole                  |

## Accueil
- Jeuxvideo.com : 11/20[1]